# Franko Grgić
Franko Grgić, hrvatski plivač. Član splitskog Jadrana, hrvatski rekorder. Osvajač zlatne medalje na Eyof-u u disciplini 400 m slobodno i 1500 m slobodno. Drži rekord eyof-a na 1500 m slobodno. Osvajač svjetskog juniorskog prvenstva u disciplini 800 m slobodno te je srušio europski rekord u toj disciplini. Na momčadskom prvenstvu Hrvatske u Rijeci srušio je hrvatski rekord na 1500 metara. Postignutim vremenom 14:56:55 prvi je Hrvat koji je isplivao tu dionicu za manje od 15 minuta. Time je ispunio i normu za nastup na Olimpijskim igrama. Prvi je hrvatski plivač nakon Miroslava Vučetića (rođen 1976.) koji je dobar u dugoprugaškim dionicama, odnosno hrvatski uspjesi od početka 1990-ih do danas ostvareni su samo kratkim dionicama.

## Vanjske poveznice
- Franko Grgić (Jadran, Split)[neaktivna poveznica], Hrvatski plivački savez